# Раудерфен
Раудерфен (нем. Rhauderfehn) — община в Германии, в земле Нижняя Саксония.
Входит в состав района Лер. Население составляет 17 293 человека (на 31 декабря 2010 года). Занимает площадь 102,92 км².
Коммуна подразделяется на 10 сельских округов.
| Год  | Население |
| ---- | --------- |
| 1990 | 14 131    |
| 1995 | 15 136    |
| 2000 | 16 449    |
| 2005 | 17 235    |
| 2010 | 17 274    |